# Carruatge

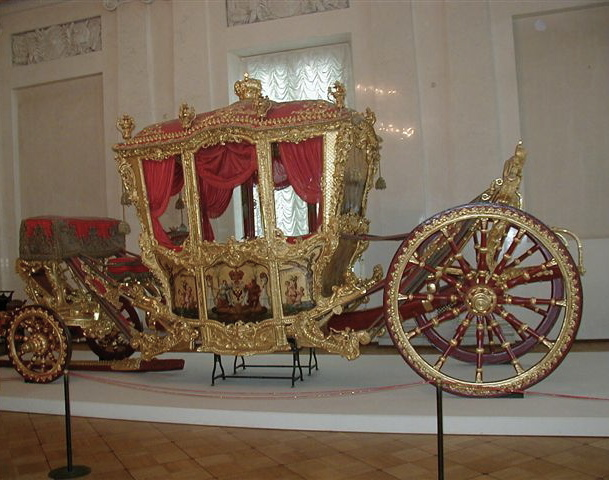
Carruatge al museu Ermitage

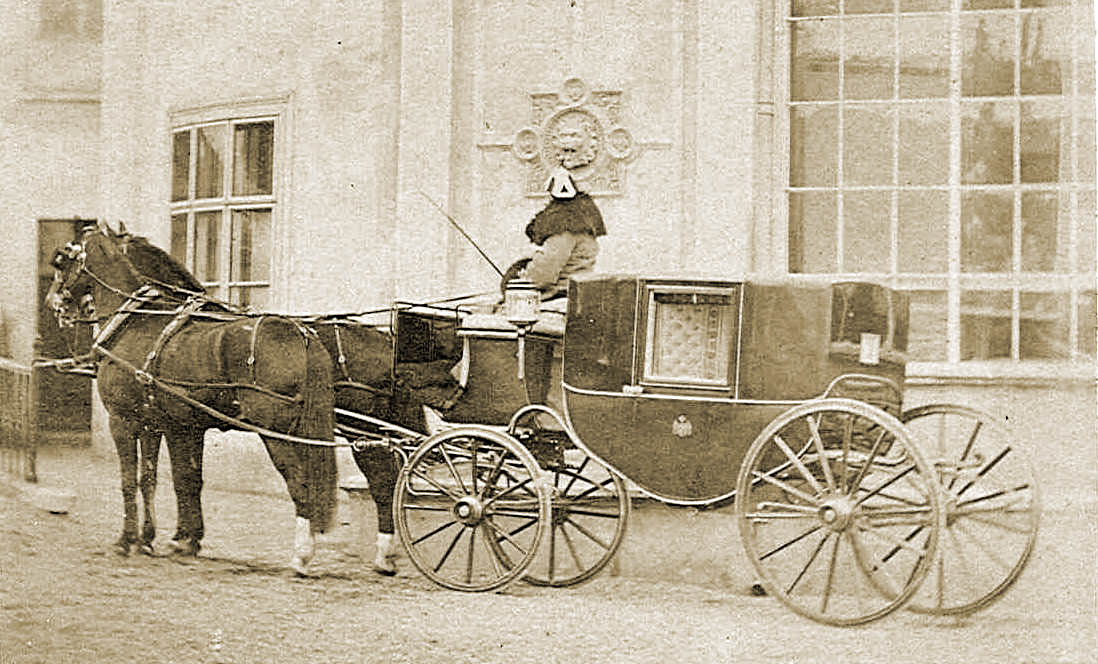
Carruatge de la noblesa, ca. 1870

Un carruatge és un vehicle amb rodes arrossegat per un animal de tir. Els de dues rodes són més informals i solen ser conduïts pels propietaris. Els carros de guerra de dues rodes i els carros, carretes i carromats de dues i quatre rodes utilitzats des de l'antiguitat per al transport de mercaderies o de persones van ser els precursors del carruatge . El seu ús pràcticament ha desaparegut a Occident i han passat a convertir-se en peces de museu.

## Història

### Prehistòria
Alguns carros tirats per cavalls trobats en tombes celtes mostren indicis que les seves plataformes estaven suspeses elàsticament. Els carros de quatre rodes es van utilitzar a l'Europa de l'Edat del Bronze, i la seva forma coneguda per les excavacions suggereix que les tècniques bàsiques de construcció de rodes i bastidors (que van sobreviure sense pràcticament canvis fins a l'era de l'automòbil) es van establir aleshores.

### Carro de bous
El carro de bous, un carro gran de dues rodes llençat típicament per bous, o a l'Índia també búfals d'aigua, va sorgir a finals del tercer mil·lenni aC. Convencionalment, inclou una llança o perxa de fusta resistent entre els bous, un jou que la connecta amb la junta de bous, una plataforma de fusta per a passatgers o càrrega i grans rodes de fusta amb vora d'acer. S'han trobat restes d'aquests carros tirats per bous, tant lleugers com pesats, en llocs de la civilització de la vall de l'Indus com Mohenjo—Daro, Harappa i Chanhu-daro.

### Carro de guerra
També en jaciments de la civilització de la vall de l'Indus, es van trobar les restes de carros de dues rodes tirats per cavalls incloent dos coberts que s'assemblen al posterior ekka, també a Harappa, Mohenjo Daro i Chanhu Daro. Aquest carro de guerra lleuger, va arribar a Mesopotàmia cap a 1900 aC. Usat típicament per a la guerra pels egipcis, els habitants del Pròxim Orient i els europeus, era essencialment un bol lleuger obert per darrere i de dues rodes que transportava a un o dos passatgers, tirat per un o dos cavalls. El carro va ser revolucionari i efectiu perquè portava guerrers frescos a les àrees crucials de la batalla amb rapidesa.

### Carro romà

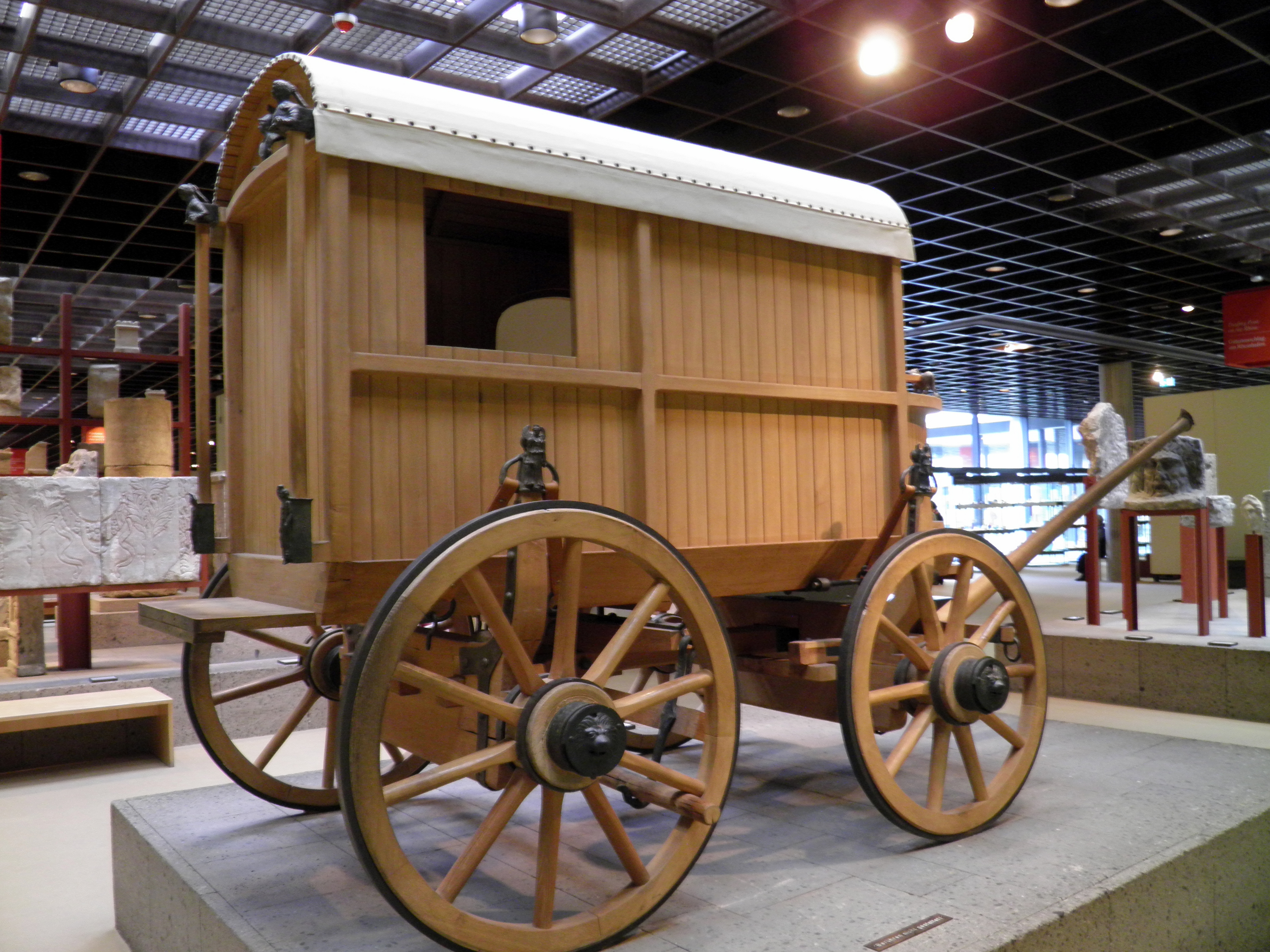
Reconstrucció d'una carruca romana ricament decorada amb accessoris de bronze, Museu Romisch-Germanisches, Colònia.

Els romans del primer segle aC ja feien servir carros amb suspensió per als viatges per terra. És probable que els carruatges romans empressin algun tipus de suspensió amb cadenes o corretges de cuir, com ho indiquen les parts de carros trobades a les excavacions. En 2021, els arqueòlegs van descobrir les restes d'un carruatge cerimonial de quatre rodes, un pilèntum, prop de l'antiga ciutat romana de Pompeia. Es creu que el pilèntum podria haver estat utilitzat en cerimònies com a casaments. La troballa ha estat descrita com "en un excel·lent estat de conservació".

### Carro xinès antic
Durant la dinastia Zhou de la Xina, el carro es va generalitzar per a la guerra i com a mitjà de transport al país, encara que els primers ja havien aparegut a la fi de l'anterior dinastia Shang, els sobirans dels quals eren enterrats amb rics aixovars i servents sacrificats, incloent-hi carros amb els seus cavalls i aurigues.
L'ús del carro de guerra va quedar pràcticament obsolet després del període dels Regnes Combatents a causa de l'adopció d'unitats de cavalleria lleugera i l'ús més gran de ballestes, llances i piques. Fins a la dinastia Han, el poder dels estats i dinasties xinesos es mesurava pel nombre de carros que se sabia que tenien. Un regne de mil carros era classificat com a mitjà, i un regne de deu mil carros era classificat com un país enorme i poderós.

### Carro medieval

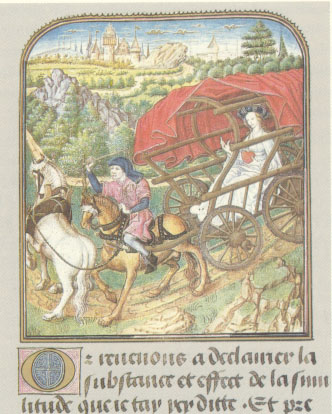
Carro tirat per cavalls, c. 1455.

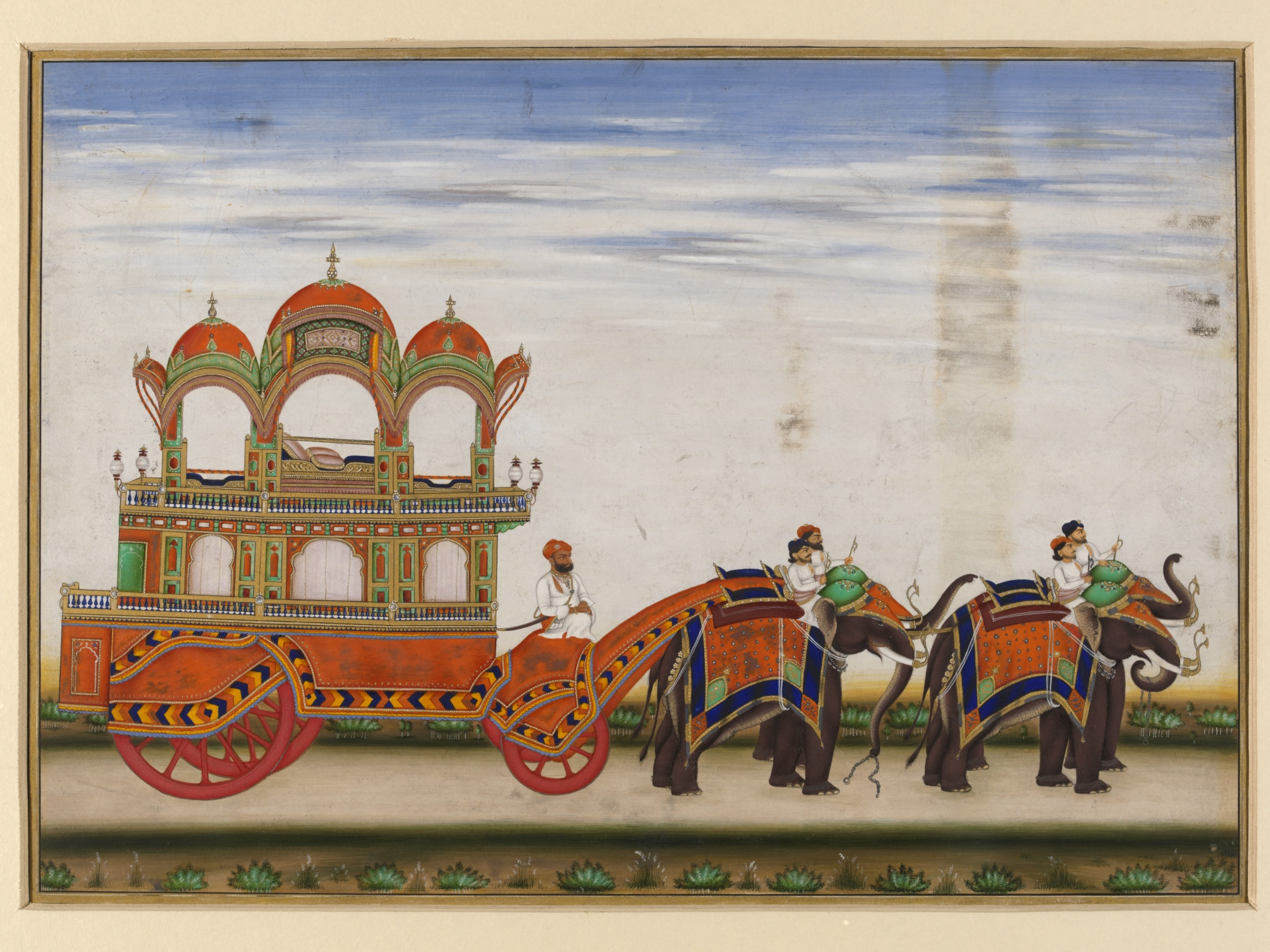
Una carrossa de dos nivells tirada per quatre elefants.

El carro medieval era típicament un tipus de carreta de quatre rodes, amb una part superior arrodonida ("inclinada") similar en aparença a la Conestoga familiar dels Estats Units del segle XIX. Compartint la forma tradicional de rodes i bastidor coneguda des de l'Edat del Bronze, molt probablement també va fer servir l'eix davanter pivotant en continuïtat amb el món antic. La suspensió (sobre cadenes) es registra en imatges visuals i relats escrits del segle xiv ("chars branlant" o carros balancí), i ja eren d'ús generalitzat al segle xv. Els carruatges van ser utilitzats en gran manera per la reialesa, els aristòcrates (i especialment per les dones), i podien estar decorats i daurats de manera elaborada. Aquests carruatges solien ser de quatre rodes i llençats per dos a quatre cavalls depenent de la seva grandària i estat. La fusta i el ferro eren els materials principals necessaris per construir un carruatge i els empleats per persones que no pertanyien a la reialesa estaven coberts amb cuir llis.
Una altra forma de carruatge era el carro de desfilada del segle xiv. Els historiadors debaten sobre l'estructura i la mida dels carros de les desfilades i processons baixmedievals; tot i això, generalment són estructures similars a cases en miniatura que descansaven sobre quatre a sis rodes, segons la mida del vehicle. El carro de desfilada és important perquè fins al segle xiv la majoria dels carruatges tenien dues o quatre rodes; el carro i el carruatge balancí són dos exemples anteriors al carro de desfilada. Els historiadors també debaten si els carros de desfilada es van construir o no amb sistemes d'eixos pivotants, que permetien que les rodes giressin. Ja sigui que es tractés d'un carro de desfilada de quatre o sis rodes, la majoria dels historiadors sostenen que els sistemes d'eixos pivotants es van implementar als carros de desfilada perquè moltes carreteres sovint serpentejaven amb algunes corbes tancades. Els carros de desfilada de sis rodes també van representar una altra innovació als carruatges; van ser un dels primers a utilitzar múltiples eixos pivotants, ja que es van utilitzar eixos en el joc de rodes davanter i en el joc de rodes del mig. Això permetia que el cavall es mogués lliurement i dirigís el carruatge segons el camí.

### Cotxe de cavalls
Una de les grans innovacions en la història dels carruatges va ser la invenció del carruatge suspès o chariot branlant (tot i que continua sent incert si es tracta d'una innovació romana o medieval). El chariot branlant de les il·lustracions medievals estava suspès per cadenes en lloc de corretges de cuir com es creia. La suspensió, sigui de cadenes o de cuir, podria proporcionar una conducció més suau ja que la carrosseria del vehicle ja no descansava sobre els eixos, però no podia evitar el balanceig (branlant) a totes les direccions. És clar a partir de les il·lustracions (i els exemples supervivents) que el carruatge suspès medieval amb una inclinació rodona era un tipus europeu molt estès, al qual es fa referència amb una sèrie de noms (cotxe, currus, char, carruatge).
A l'Anglaterra del segle xiv, els carruatges, com el que s'il·lustra al Salteri de Luttrell, encara haurien estat un mitjà de transport aristocràtic força rar, i haurien estat molt costosos fins i tot el final del segle. Haurien tingut quatre rodes de sis peus i sis radis que estaven units per eixos greixats sota la carrosseria i no necessàriament tenien suspensió. El xassís estava fet de bigues de roure i el sostre en forma de barril estava cobert de cuir o tela pintada de colors brillants. L'interior inclouria seients, llits, coixins, tapissos i fins i tot catifes. Serien tirats per quatre o cinc cavalls.
Sota el rei Maties Corví (1458-1490), que gaudia dels viatges ràpids, els hongaresos van desenvolupar el transport ràpid per carretera, i la ciutat de Kocs entre Budapest i Viena es va convertir en una important parada de posta, i va donar el seu nom al nou tipus de vehicle. Les primeres il·lustracions del "carro Kochi" hongarès no indiquen cap suspensió, un cos amb costats alts de vímet lleuger i típicament estirat per tres cavalls encobertats. Els models posteriors eren considerablement més lleugers i famosos perquè un sol cavall podia transportar molts passatgers.

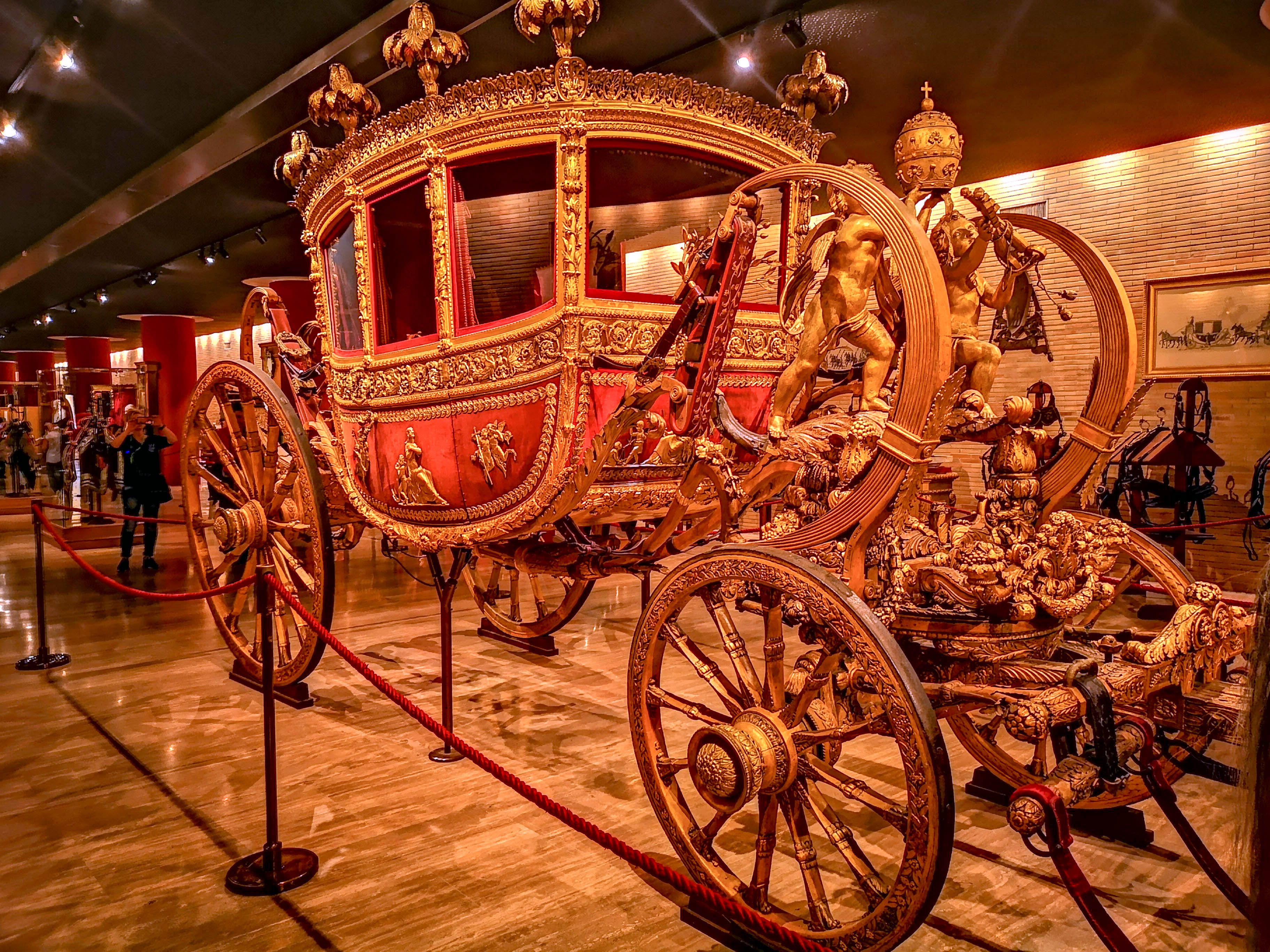
"La Gran Gala de Berlín", una carrossa construïda a Roma per al pontífex Lleó XII en els anys 1824-1826. Gregori XVI va sol·licitar algunes modificacions importants.

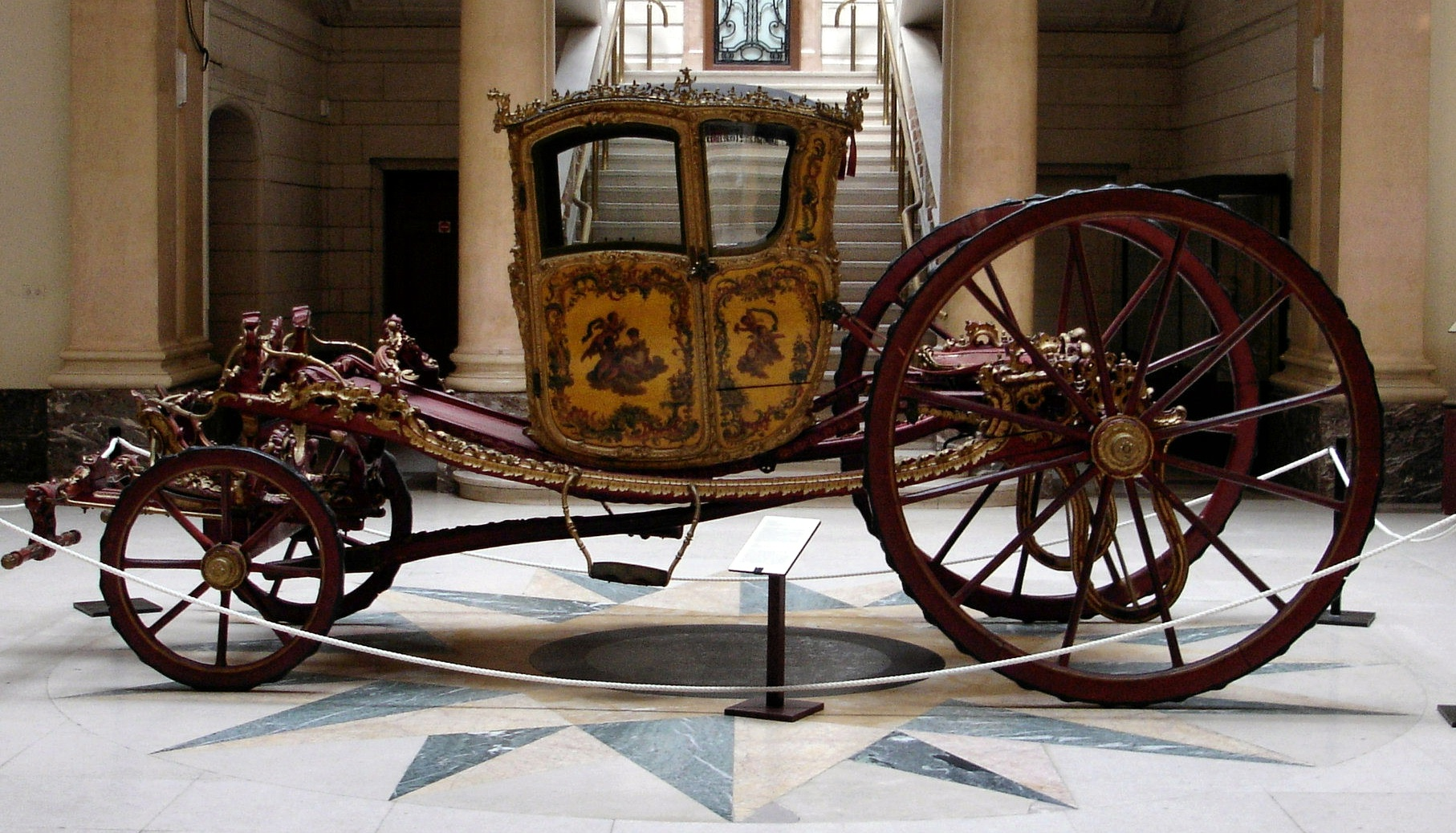
Un Gala Coupé, ; Museus Reials d'Art i Història, Brussel·les.

El cotxe de cavalls hongarès es va estendre per Europa, inicialment amb força lentitud, en part a causa d'Hipòlit d'Este de Ferrara (1479-1529), nebot de la reina Beatriu d'Aragó, qui sent molt jove en l'arquebisbat d'Esztergom va desenvolupar un gust per l'equitació hongaresa i va portar el seu carruatge i conductor de tornada a Itàlia. Aleshores, de sobte, al voltant de 1550, la "carrossa" va fer la seva aparició a les principals ciutats d'Europa, i la nova paraula va entrar al vocabulari de tots els seus idiomes. Tot i això, el nou "cotxe" sembla haver estat un concepte de moda (viatge ràpid per carretera per a homes) tant com qualsevol mena de vehicle en particular, i no hi ha un canvi tecnològic obvi que acompanyés a la innovació, ja sigui en l'ús de la suspensió (que va venir abans), o l'adopció de ressorts (que va venir després). A mesura que el seu ús es va estendre per tot Europa a finals del segle xvi, l'estructura de la carrosseria del cotxe de cavalls finalment va canviar, d'una inclinació de sostre arrodonit a les carcasses de "quatre pals" que es van convertir en estàndard a tot arreu al voltant de 1600.

### Desenvolupament posterior del cotxe de cavalls

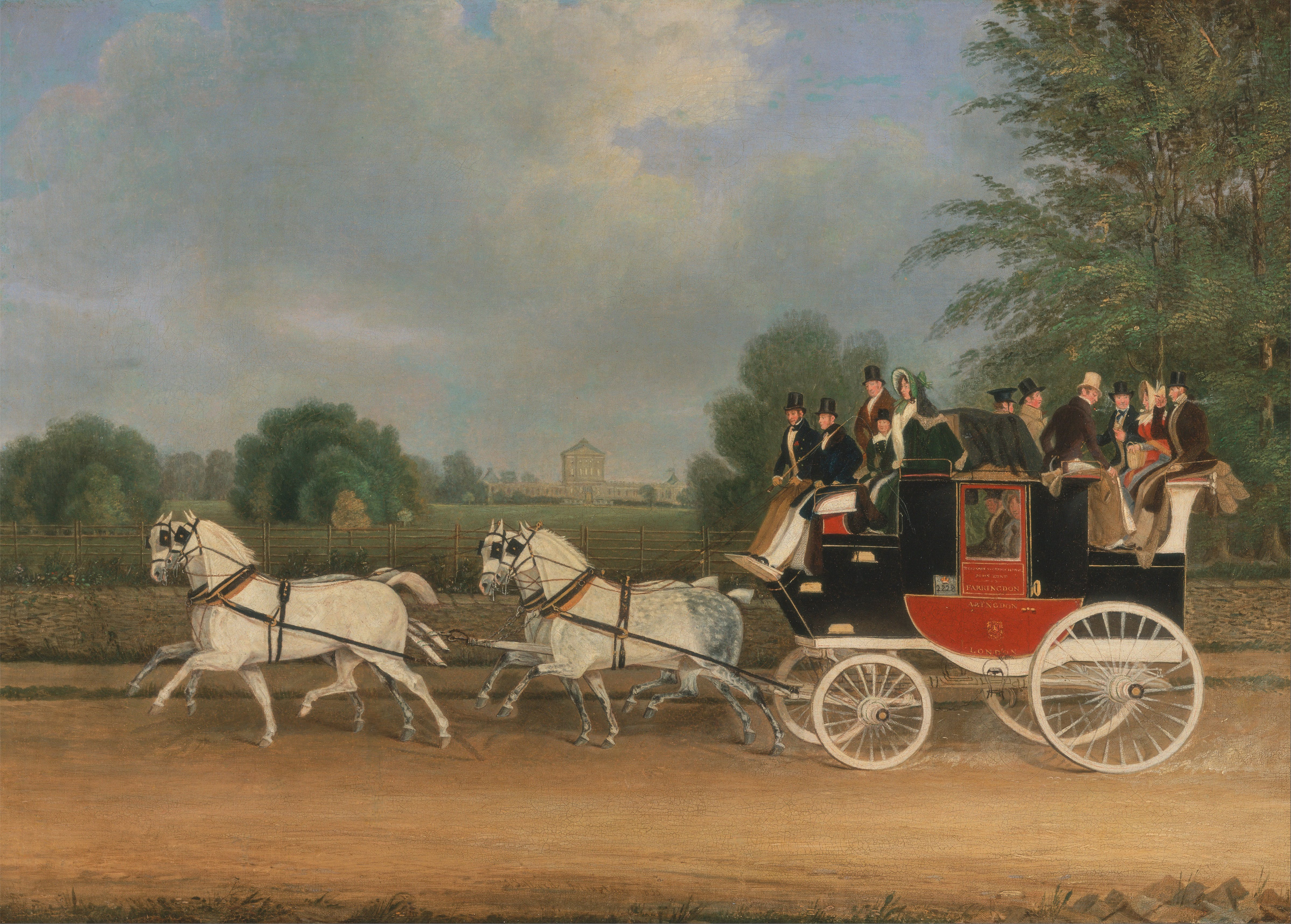
La diligència Londres-Farringdon, 1835.

El carruatge tenia portes als costats, amb un esglaó de ferro protegit per cuir que es va convertir en l′"estrep" en què podien viatjar drets els servents. El conductor o cotxer s'asseia en un seient a la part davantera, i l'ocupant més important s'asseia a la part del darrere mirant cap endavant. Els primers carruatges es poden veure a Veste Coburg, Lisboa i el Kremlin de Moscou, i es converteixen en un lloc comú en l'art europeu. No va ser sinó fins al segle xvii que es van produir més innovacions amb ressorts d'acer i envidrament a les portes, i només al segle xviii, amb millors superfícies de carreteres , va haver-hi una innovació important amb la introducció del ressort C d'acer.
Es van proposar moltes innovacions, i algunes es van patentar per a nous tipus de suspensió o altres característiques. Va ser només a partir del segle xviii que van sorgir canvis en els sistemes de direcció, inclòs l'ús de la 'cinquena roda' substituïda per l'eix davanter pivotant, i sobre la qual girava el carruatge. Una altra proposta va provenir d'Erasmus Darwin, un jove metge anglès que conduïa un carruatge unes 10.000 milles a l'any per visitar pacients per tota Anglaterra. Darwin va trobar dos problemes o deficiències essencials del carruatge lleuger o carruatge hongarès d'ús comú. En primer lloc, les rodes davanteres giraven mitjançant un eix davanter pivotant, que s'havia utilitzat durant anys, però aquestes rodes sovint eren força petites i, per tant, el passatger, el carruatge i el cavall patien la pitjor part de cada sotrac a la carretera. En segon lloc, va reconèixer el perill d'una bolcada.
Un eix davanter pivotant canvia la base del vehicle d'un rectangle a un triangle perquè la roda a l'interior de la corba pot girar més bruscament que la roda davantera exterior. Darwin va suggerir una solució per a aquestes insuficiències en proposar un principi en què les dues rodes davanteres giren (independentment de l'eix davanter) al voltant d'un centre que es troba a la línia estesa de l'eix del darrere. Aquesta idea va ser patentada més tard en 1818 com a geometria de direcció d'Ackermann. Darwin va argumentar que els carruatges serien llavors més fàcils de llençar i menys propensos a bolcar.
L'ús de carruatges a Amèrica del Nord es va produir amb l'establiment dels colons europeus. Els primers camins de ferradura colonials primerencs es van convertir ràpidament en carreteres, especialment quan els colons van estendre els seus territoris cap al sud-oest. Els colons van començar a fer servir carretes a mesura que augmentaven aquests camins i el comerç entre el nord i el sud. Finalment, es van buscar carruatges o cotxes de cavalls per transportar mercaderies i persones. Com a Europa, les carrosses i/o carruatges eren una marca d'estatus alt. Els plantadors de tabac del sud van ser alguns dels primers nord-americans a utilitzar el carruatge com a mitjà de transport humà. A mesura que la indústria del cultiu del tabac va créixer a les colònies del sud, també ho va fer la freqüència de carruatges, carros i carretes. A principis del segle xviii, l'ús de vehicles de rodes a les colònies estava al punt més alt. Els carruatges, diligències i carretes es gravaven en funció del nombre de rodes que tenien. Aquests impostos es van implementar al Sud principalment perquè el Sud tenia un nombre superior de cavalls i vehicles de rodes en comparació del Nord. Europa, però, encara utilitzava el transport rodat amb molta més freqüència i en una escala molt més gran que en qualsevol altre lloc del món.

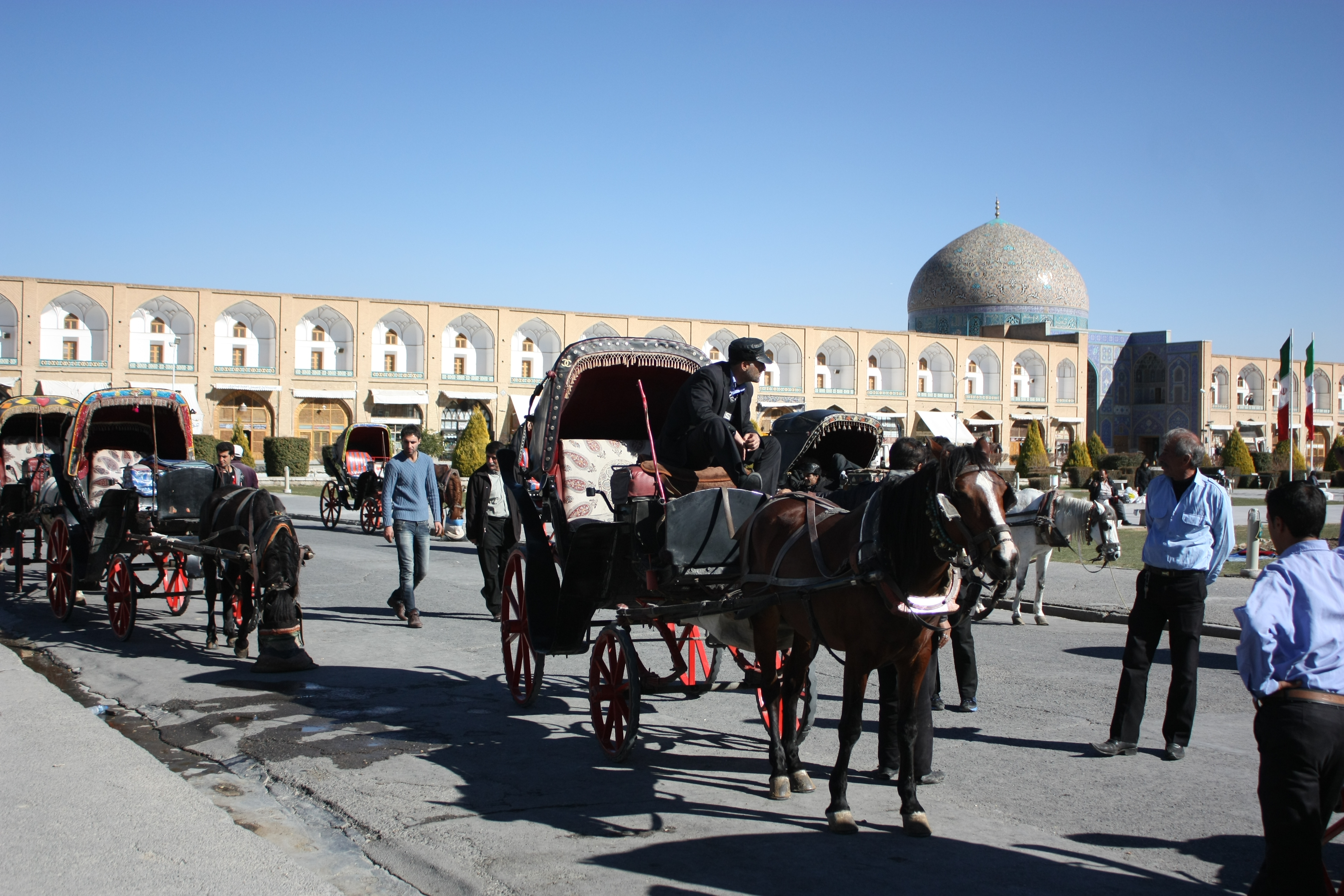
Taxis tirats per cavalls per a turistes a la Plaça Naghsh-i Jahan, Esfahan.

### Decadència
Els carruatges i cotxes de cavalls van començar a desaparèixer a mesura que l'ús de la propulsió de vapor va començar a generar més i més interès i investigació. L'energia de vapor va guanyar ràpidament la batalla contra la tracció animal, com ho demostra un article de diari escrit a Anglaterra el 1895 titulat "Carn de cavall contra vapor". L'article destaca la mort del carruatge com a principal mitjà de transport.

### Actualitat
Avui dia, alguns grups minoritaris com els Amish encara utilitzen carruatges per al transport diari als Estats Units. També se segueixen utilitzant en el turisme en ciutats com Bruges, Viena, Nova Orleans i Little Rock, Arkansas.
La col·lecció de carruatges en funcionament més completa es pot veure a les Royal Mews a Londres, on s'usa regularment una gran selecció de vehicles. Aquests estan sostinguts per un personal de cotxers, lacais i postil·lons amb lliurea. Els cavalls es guanyen la vida recolzant el treball de la Casa Reial britànica, especialment durant els esdeveniments cerimonials. Els cavalls que estiren un gran carruatge conegut com a "break" cobert recullen el Yeoman of the Guard amb els seus distintius uniformes vermells del Palau d'Investidures de St James al Palau de Buckingham; Els alts comissionats o ambaixadors són conduïts a les seves audiències reials en landó; els caps d'Estat visitants són transportats cap ai des de les cerimònies oficials des de la seva arribada i els membres de la Família Reial són conduïts als carruatges de la Royal Mews durant el Trooping the Colour, el servei de l'Ordre de la Jarretera al Castell de Windsor i les processons de carruatges al començament de cada dia del Royal Ascot.

## Carruatge sense cavalls
Carruatge sense cavalls és un nom primerenc per al cotxe de motor o automòbil. Abans de la invenció de l'automòbil, els carruatges normalment eren tirats per animals, normalment cavalls. El terme es pot comparar amb altres termes transitoris, com ara telèfon sense fil . Són casos en què es compara una nova tecnologia amb una de més antiga descrivint allò que no té la nova.
La majoria dels carruatges sense cavalls destaquen per la seva similitud amb els carruatges tirats per cavalls existents, però amb algun tipus de propulsió mecànica. Les característiques dels primers carruatges sense cavalls inclouen la direcció del timó, un motor sota les planxes de fusta del terra i un centre de gravetat alt.

## Tipus
Entre els diversos tipus de carruatge hi ha:
- Berlina, cotxe tancat de quatre rodes, comunament de dos seients
- Birlotxo
- Brec (Break), carruatge de quatre rodes destinat al transport d'un gran nombre de passatgers
- Cabriolé, carruatge de dues rodes amb capota, amb una porta en la part davantera que es tanca en dues fulles fins a l'altura dels genolls.
- Calessa, carruatge de dues rodes, obert per davant, per a dues persones
- Carro, vehicle destinat a dur càrrega o persones amb un o més eixos i que pot ser de tracció humana o animal.
- Carrossa, cotxe de cerimònia, suspès sobre molles, de quatre rodes, que té davant la caixa un seient elevat per al cotxer i sovint un replanell al darrere per anar-hi drets els lacais.
- Carruca, carruatge romà de quatre rodes usat pels viatges. Va ser usat per Neró.
- Carpèntum i pilèntum, carruatges romans utilitzats per les dones per anar a les processons públiques, similars al clàssic Harmamaxa.
- Císium, carruatge romà obert, de dues rodes, adaptat per portar persones d'una ciutat a una altra de manera ràpida. Era tirat generalment per una única mula, i podia fer llargs recorreguts en poc temps.
- Diligència, carruatge que feia un servei regular entre dues poblacions.
- Esseda, carruatge utilitzat a la guerra pels britons, gals, belgues i alguns germànics.
- Faetó, carruatge de quatre rodes que es pot cobrir, tal com ho desitgem, amb capota.
- Reda, era un carruatge romà de viatge. Era d'origen gal i fou el carruatge normalment utilitzat pels romans en els seus viatges a través de les vies romanes; era prou gran per portar diverses persones i un notable equipatge. Tenia quatre rodes i era portat generalment per dos cavalls. Un conductor es posava al davant i la resta anava al darrere, protegits del sol o la pluja per una tela.
- Tartana, carruatge petit cobert i format per dues rodes, present als Països Catalans. És un carro muntat sobre molles de ballesta. Al davant es tanca amb un tauler i per darrere té una porteta amb cristall. Seients laterals.
- Victòria
- Xarret, cotxe lleuger de dues rodes i dos o quare seients

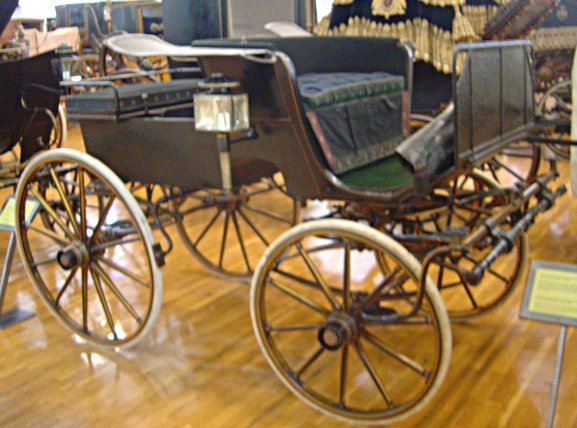
Faetó
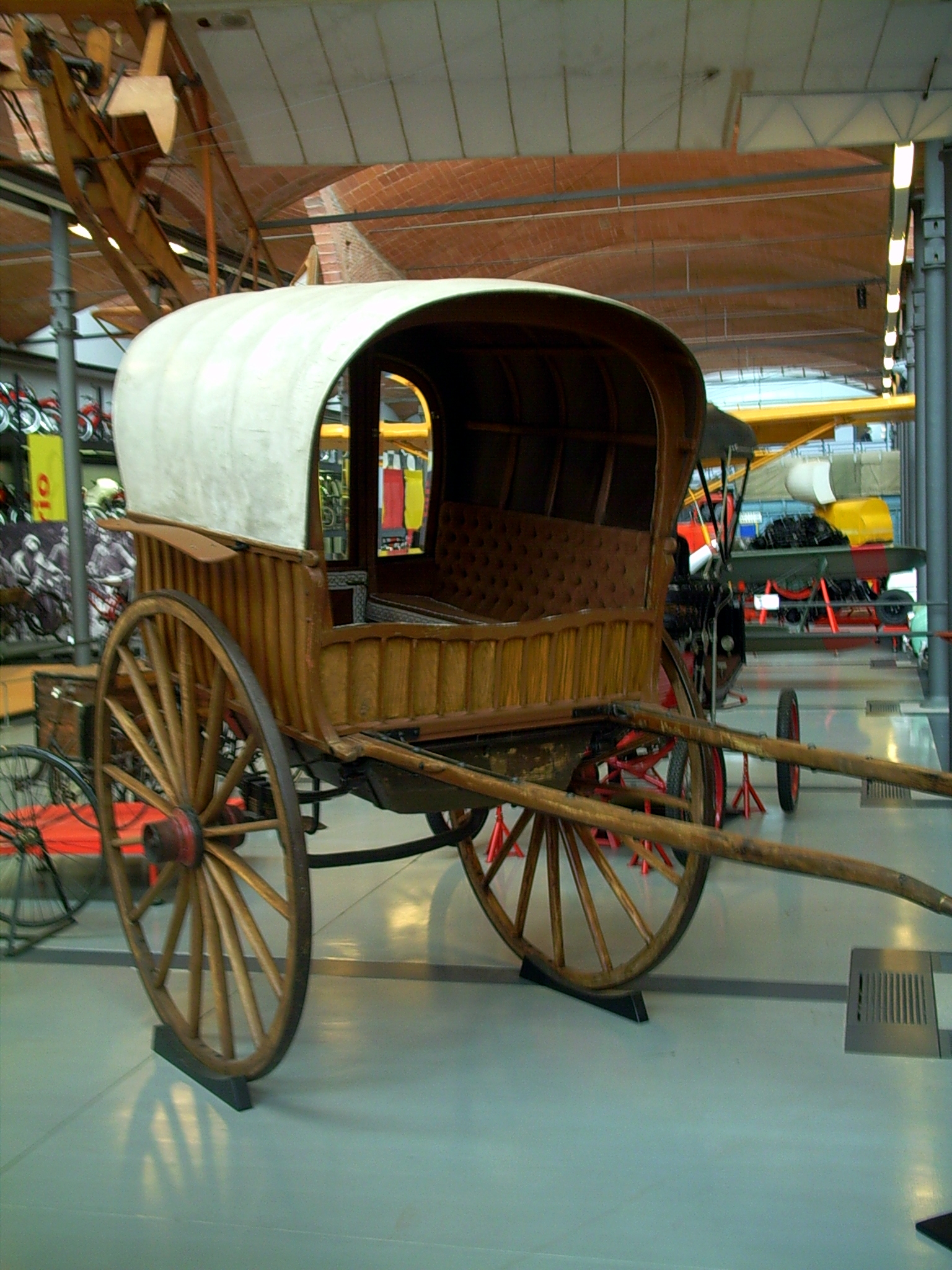
Tartana, al mNATEC